# Melampo (figlio di Amitaone)
Melampo  (in greco antico: Μελάμπους?, Melàmpūs) è un personaggio della mitologia greca, discendente di Eolo e figlio di Amitaone e di Idomenea.
Fu padre di Abante, Mantio, Antifate e Pronoe.

## Mitologia
Il suo epiteto nacque dal fatto che quand'era bambino sua madre fasciandolo gli lasciò un piede scoperto che prese l'abbronzatura dal sole.
Guarì dalla pazzia le figlie di Preto, re di Tirinto, facendole bere da una fonte in cui aveva buttato una pianta che si credeva fosse in grado di guarire la pazzia, l'elleboro, e sposò Ifianassa.
Guarì anche Ificlo, figlio del re Filaco, dalla sua sterilità poiché scoprì da un uccello chiamato αἰγυπιός (aigypiós, "avvoltoio") che Ificlo aveva perso il potere di fare figli nel momento stesso in cui aveva visto suo padre intento a castrare dei montoni con un coltello. A quella vista, Ificlo era fuggito spaventato, e il padre gli aveva scagliato dietro il coltellaccio insanguinato, che era andato a conficcarsi in un albero. Con il passare del tempo, crescendo, l'albero aveva assorbito il coltello, ormai arrugginito.
 
L'aigypiós disse a Melampo che per guarire Ificlo avrebbe dovuto estrarre il coltello dall'albero, grattare la ruggine, versarla in un bicchiere e farla bere al figlio di Filaco.
 
Dopo aver bevuto la pozione Ificlo guarì.